# 上海梅尔尼科夫美术馆
上海梅尔尼科夫美术馆（英語：Shanghai Mylnikov Art Museum）是一座位于上海的美术馆。馆长是沙爱德，荣誉馆长是薇拉•梅尔尼科娃。

## 历史
2010年11月建成开馆，位于上海静安区西藏北路1351号C座。前身是圣彼得艺术沙龙，以俄罗斯当代艺术家安德烈·安德烈耶维奇·梅尔尼科夫名字命名。主要收藏其不同时期作品，以及列宾美术学院其他艺术家作品。

## 营业时间
- 周二至周日：上午十点至下午五点
- 周一闭馆

## 交通
- 上海轨道交通8号线西藏北路站